# Lodovico Obexer
Lodovico Obexer (ur. w 1900, zm. ?) – włoski bobsleista, olimpijczyk.

## Występy na IO
| Rok  | Igrzyska Olimpijskie | Konkurencja             | Wyniki     |
| 1924 | Chamonix 1924        | czwórki/piątki mężczyzn | 6. miejsce |